# 붉은해오라기
붉은해오라기는 백로과의 새이다. 몸색깔은 적갈색이고 부리는 짧고 두툼하다. 눈 앞부분은 노란색을 띠며 목 앞부분 중앙에 어두운 갈색 줄이 있다. 다리는 노란색을 띤 녹색이며 홍채는 노란색이다. 몸길이는 49cm이다.